# Sandsværmoen Station
Sandsværmoen Station (Sandsværmoen stoppested) var en jernbanestation på Sørlandsbanen, der lå i Kongsberg kommune i Norge.
Stationen blev oprettet som trinbræt 11. februar 1920 og opgraderet til holdeplads 1. juli samme år. Den blev nedgraderet til trinbræt 1. november 1970. Betjeningen med persontog ophørte 28. maj 1989, og 22. maj 1990 blev stationen nedlagt.
Stationsbygningen og daset blev opført efter tegninger af Gudmund Hoel og Niels Winge Grimnes ved NSB Arkitektkontor i 1918. De er nu solgt fra til private.